# Tempio di Khnum (Esna)
Il Tempio di Khnum a Esna è un tempio egizio dedicato al culto di Khnum, Heka e Neith.
Fu costruito sotto il regno del faraone Tolomeo VI e Tolomeo VIII, risalente all'incirca al II secolo a.C.

## Galleria d'immagini

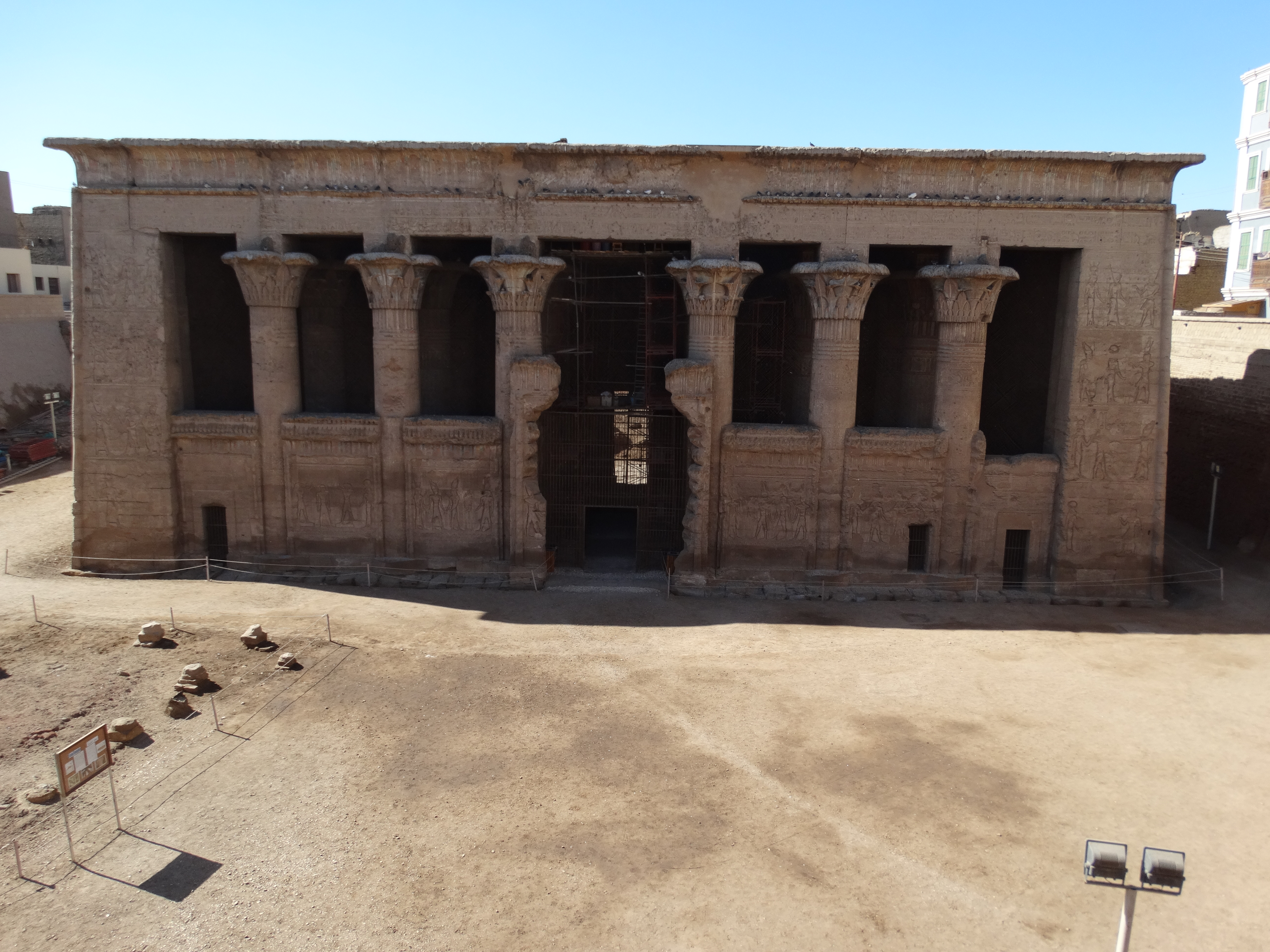
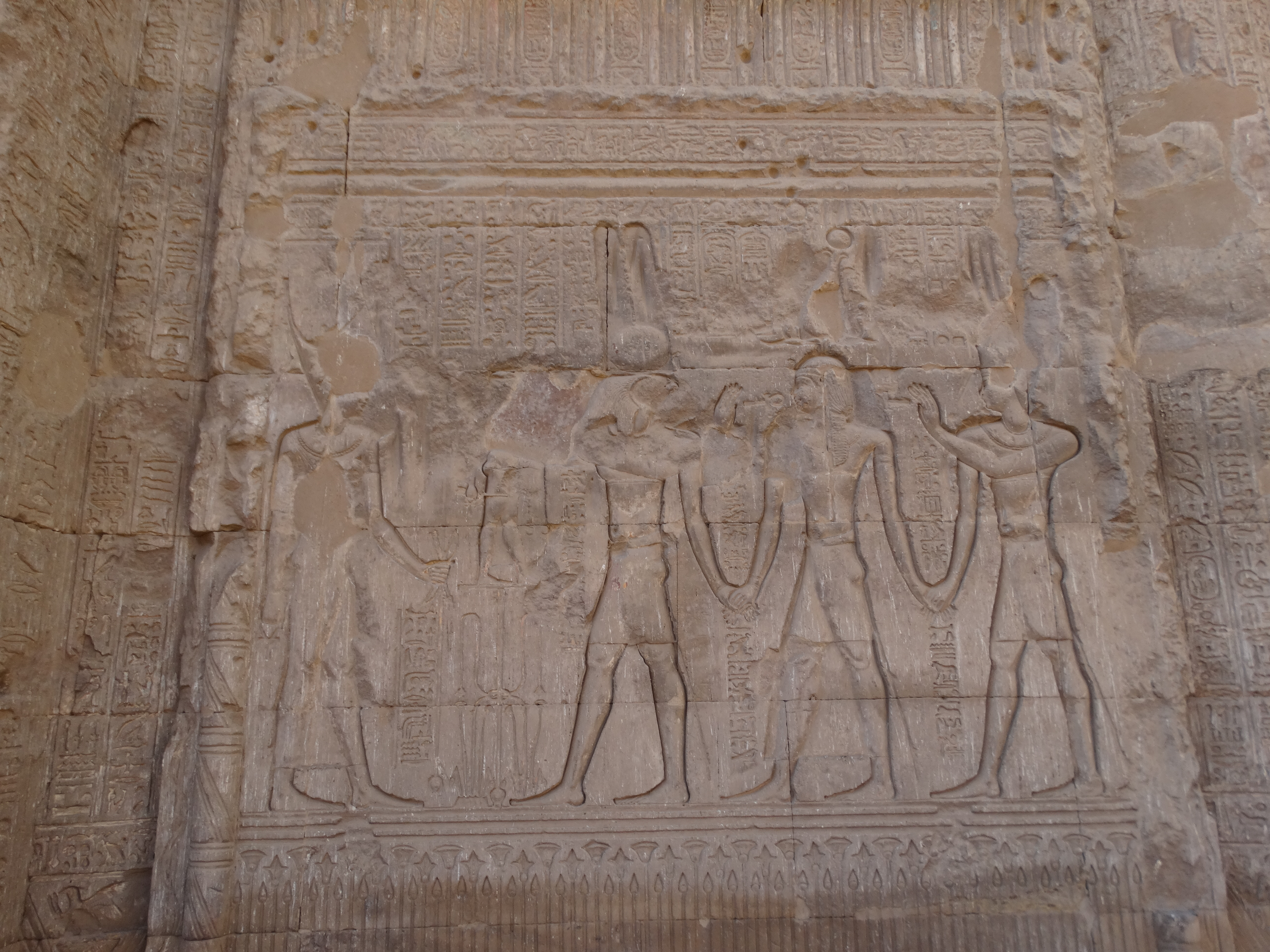
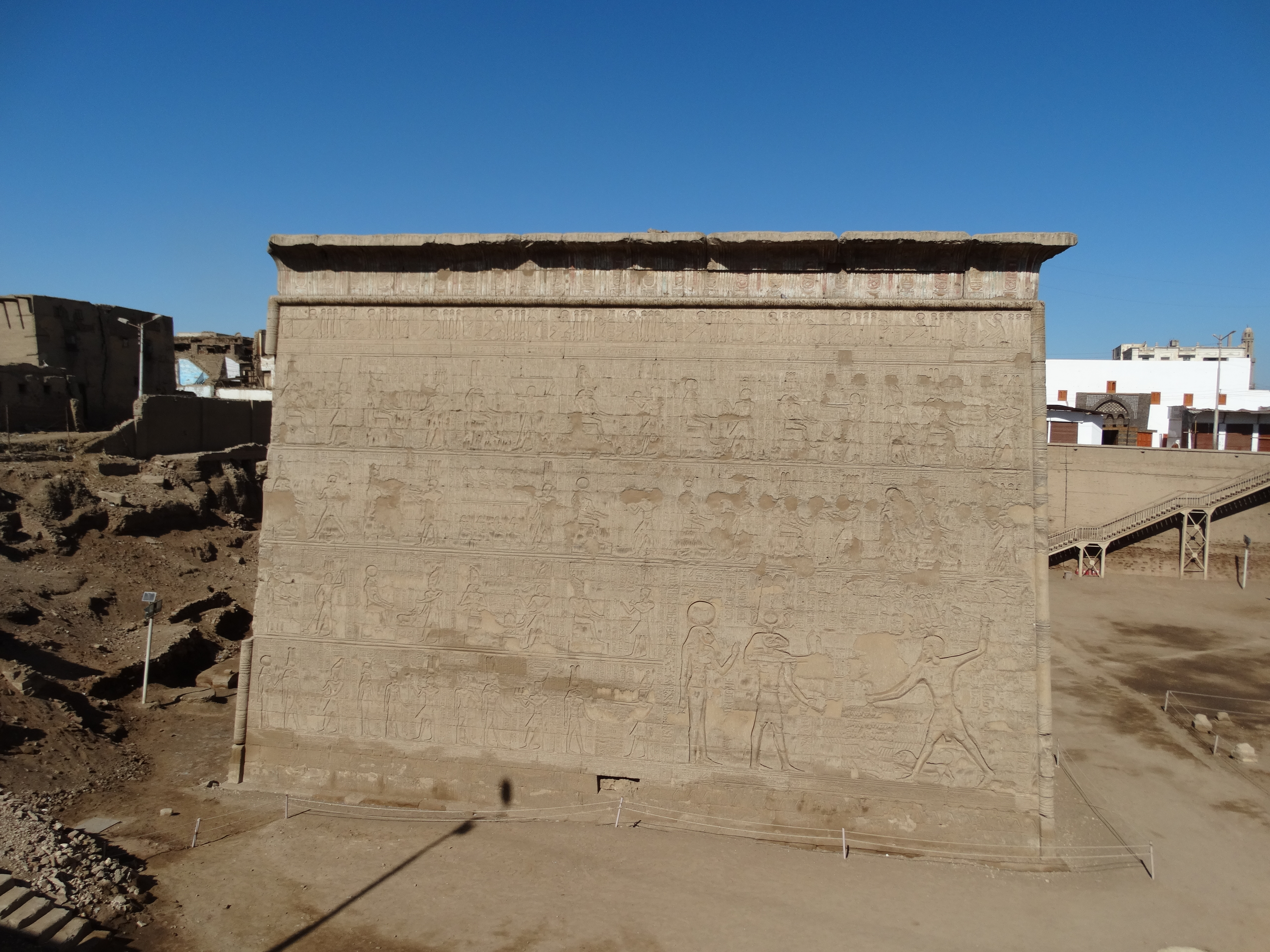
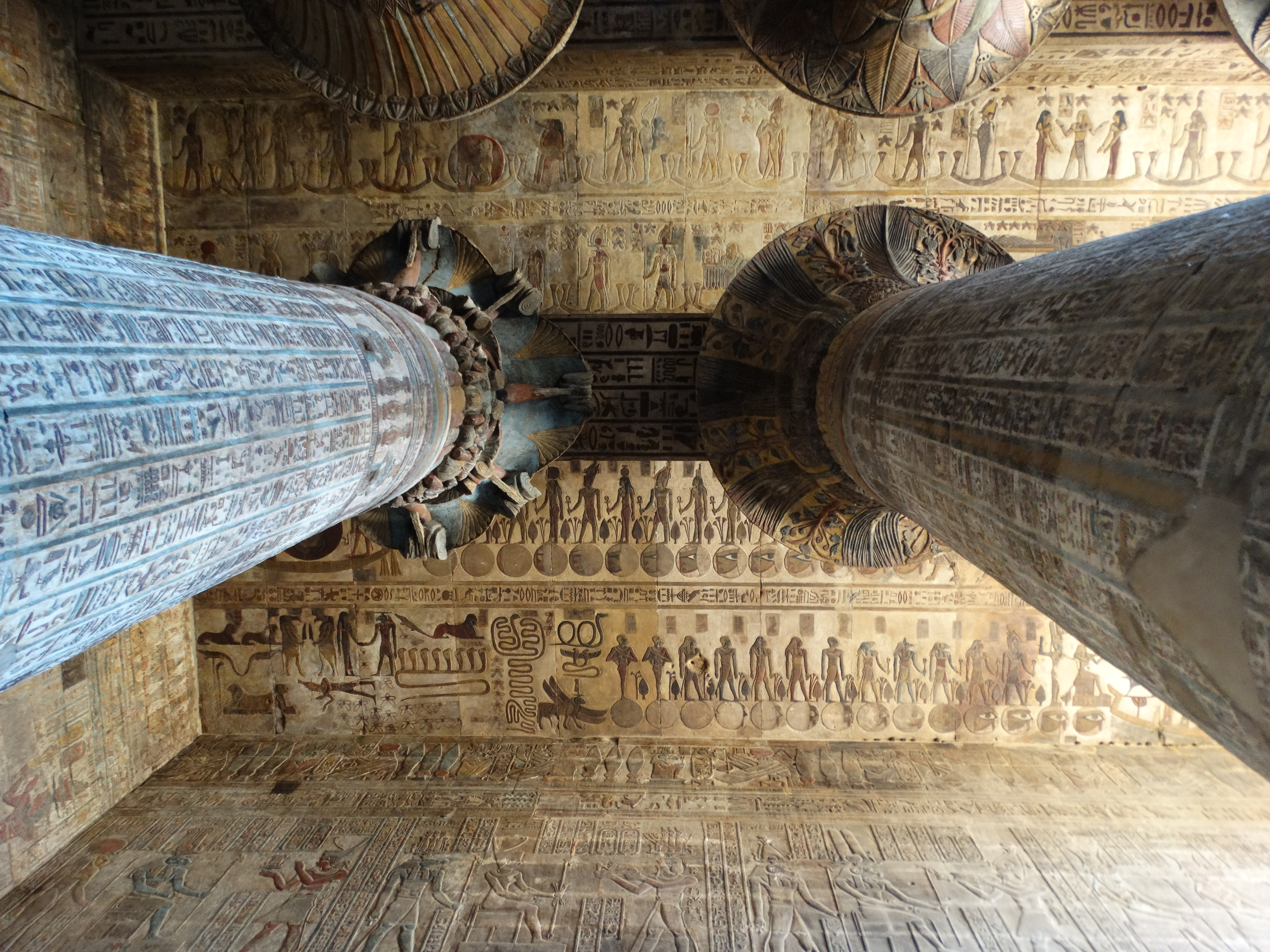
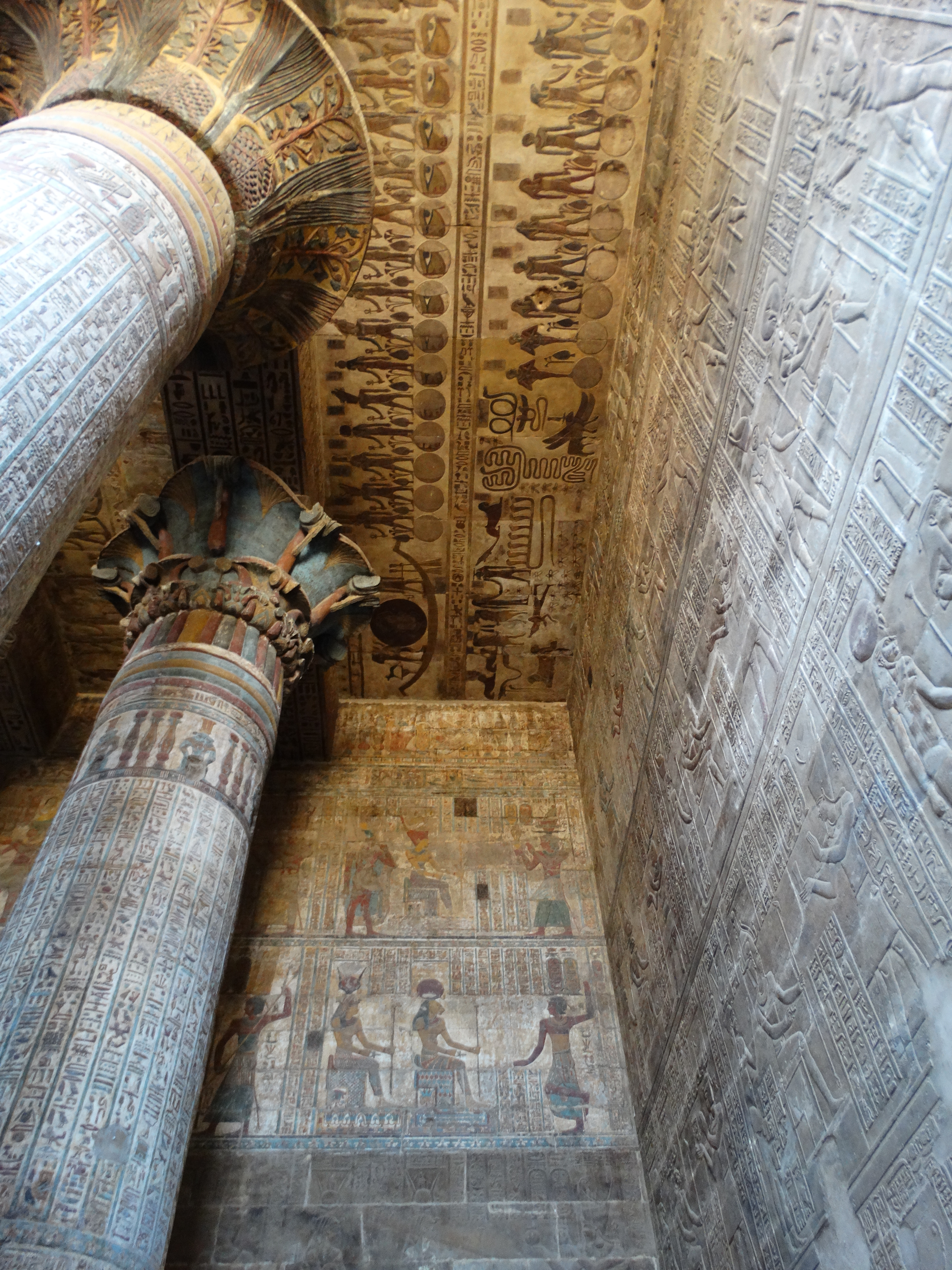
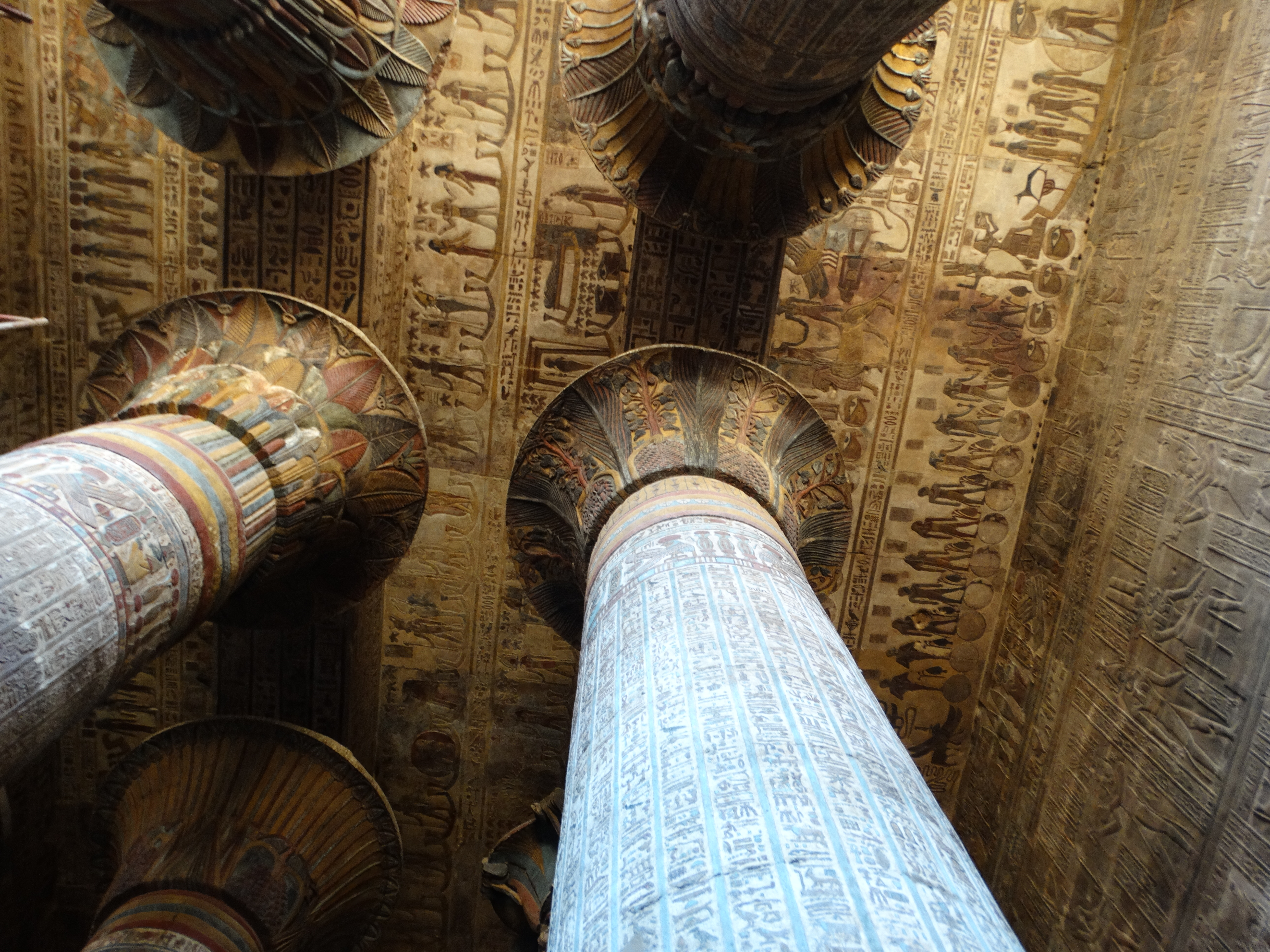
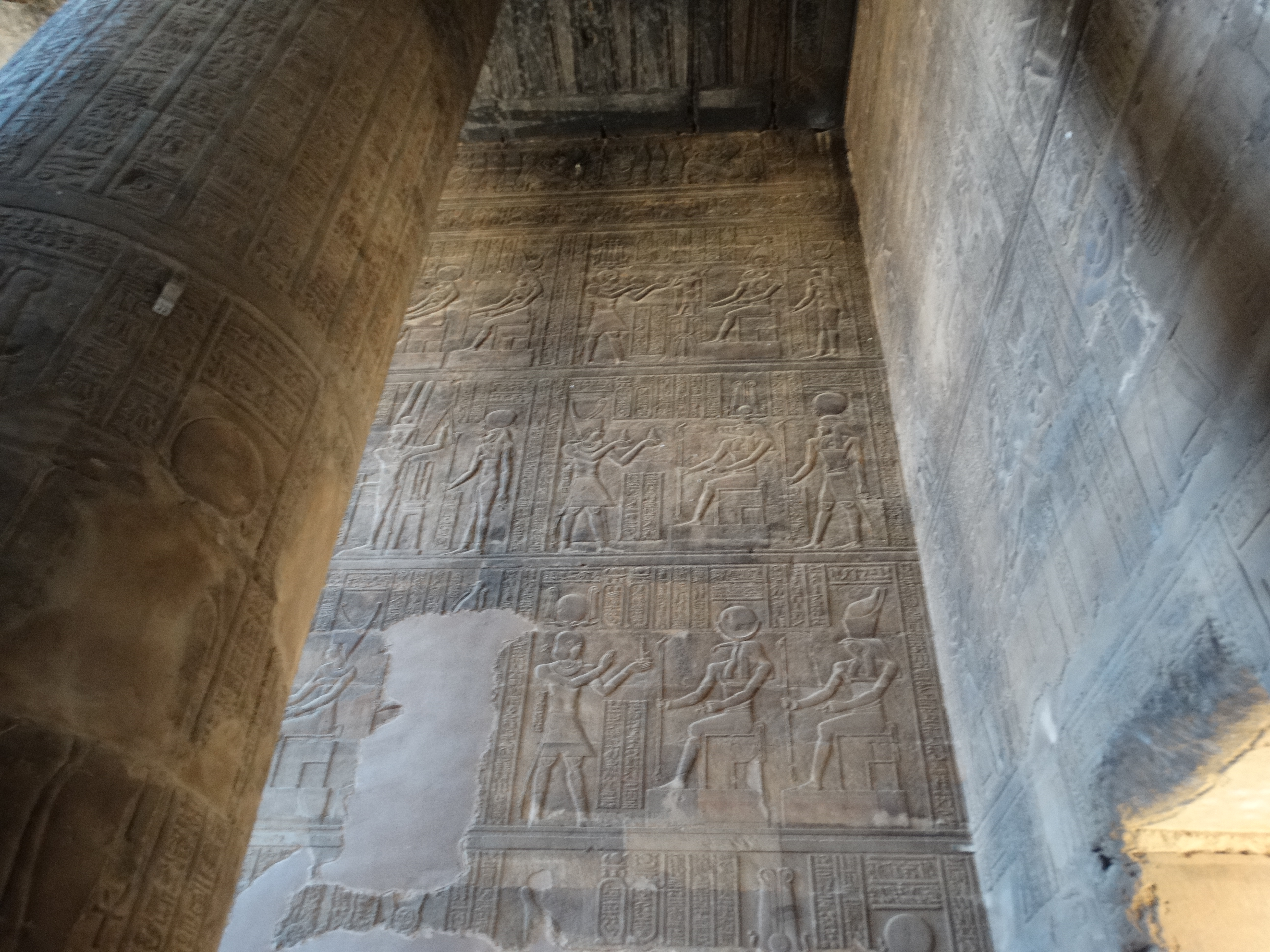